# Virgilijus Noreika
Virgilijus Kęstutis Noreika (Šiauliai, 22 settembre 1935 – Vilnius, 3 marzo 2018) è stato un tenore lituano.

## Biografia
Noreika è nato a Šiauliai e si è laureato con lode al Conservatorio di Stato lituano nel 1958. Un anno prima, mentre era ancora studente, era stato impegnato come interprete al Teatro nazionale dell'opera e del balletto lituano. Nel 1959 Noreika cantò la parte di Alfredo Germont ne La traviata di Verdi, uno dei ruoli preferiti di Noreika e più frequentemente interpretati. Più tardi, nel 1965, continuò la sua carriera al Teatro alla Scala di Milano. Lì imparò sei nuovi ruoli e cantò anche la parte di Pinkerton dalla Madama Butterfly di Puccini.
La biografia creativa di Noreika comprende più di 40 ruoli operistici: Cavaradossi dalla Tosca di Puccini, Faust dal Faust di Gounod, Rodolfo da La bohème di Puccini, Otello da Otello di Verdi, solo per citarne alcuni. Noreika si è esibito a Mosca al Teatro Bol'šoj, a Buenos Aires al Teatro Colón, a Parigi all'Opéra National de Paris e in molti altri famosi teatri d'opera. Noreika ha cantato in più di 30 teatri stranieri, ha partecipato a più di 1000 spettacoli, tenuto circa 600 concerti da solista, registrato 20 dischi e CD. Nel 1997 ha celebrato il suo 40º anniversario come tenore d'opera e ha ricevuto il premio Kipras dall'Opera Fellow Society. Noreika, semi pensionato, è stato professore all'Accademia lituana di musica e teatro e all'Accademia estone di musica e teatro.

## Onorificenze
Nel 2011 Noreika è stato insignito del Premio nazionale lituano per la cultura e le arti per "la più alta eccellenza vocale e il talento imperituro". Nel 2015 è stato insignito della Medaglia di Puškin in Russia.
Per onorare i suoi successi nel 2017 è stato organizzato il primo Concorso Internazionale Virgilijus Noreika per cantanti. Il concorso si svolgerà ogni quattro anni intorno alla data di nascita di Noreika.